# Julien Costes
Pour les articles homonymes, voir Costes.
Julien Costes, né le 17 octobre 1819 à Savignac et mort le 8 août 1890 à Mende, est un ecclésiastique français qui fut évêque de Mende de 1876 à 1889, puis évêque émérite jusqu'à sa mort en 1890.

## Biographie
Julien Costes naît à Savignac dans l'Aveyron en 1819, dans une famille de paysans,.  
Il est ordonné prêtre le 1er juin 1844. Il est ensuite nommé vicaire général par Joseph Bourret, évêque de Rodez. Le climat de la Lozère étant trop rude pour Joseph-Frédéric Saivet, ce dernier doit quitter ses fonctions en 1876, trois ans après son arrivée ; Bourret recommande Julien Costes pour le siège vacant. 
Il est choisi pour être évêque de Mende le 23 mars 1876, ce qui est confirmé le 26 mars 1876. Sa consécration épiscopale a lieu le 3 septembre 1876 dans la cathédrale Notre-Dame de Rodez ; son consécrateur principal est Bourret, assisté de Pierre-Alfred Grimardias et Legain. Durant son épiscopat, le préfet de la Lozère note qu'il reste « très dévoué à Mgr Bourret ». Sa théologie politique des relations entre l'Église et l'État est proche de celle de Louis-Édouard Pie et de son protecteur Bourret, qui défendent les droits temporels de l'Église et jugent que la grandeur de la France est intrinsèquement liée à la fidélité des autorités civiles vis-à-vis du catholicisme,. Ses interventions en matière électorale sont régulières, ce que le préfet attribue à l'influence d'« un entourage remuant, autoritaire, porté à l'empiètement sur le domaine administratif ». Il confie la Semaine religieuse du diocèse au jeune prêtre Laurans qui lui donne une ligne éditoriale très ferme, et accepte que  le baron de Chambrun s'attaque aux préfets de la République par l'intermédiaire Courrier de la Lozère. Après les élections de 1885, la gauche parlementaire invalide les députés conservateurs de la Lozère en alléguant des consignes politiques qui auraient été données par le clergé local.
C'est durant son ministère que commence la construction du porche en néo-gothique flamboyant de la cathédrale de Mende, même si les travaux ne purent se finir qu'en 1906 soit 16 ans après sa mort. 
Il démissionne en avril 1889 et meurt le 8 août 1890.

## Armes
Écartelé : au 1er et 3e d'argent, à un cœur de gueules surmonté d'une croix du même; au 2e et 4e d'azur au cœur de Marie d'argent enflammé de gueules et percé d'un glaive au naturel : à la croix de gueules brochant sur l'écartelé.